# Harold Connolly (homme politique)
Pour les articles homonymes, voir Harold Connolly et Connolly.
Harold Joseph Connolly (né le 8 septembre 1901 et décédé le 17 mai 1980) était un journaliste et homme politique néo-écossais qui fut premier ministre libéral de la province en 1954.

## Biographie
Comme journaliste, Connolly a travaillé pour le Halifax Chronicle avant d'être éditeur du Daily Star.